# Schatgraven
Schatgraven is een televisieprogramma dat wordt uitgezonden op Omroep Gelderland. In het programma worden objecten getaxeerd door verschillende experts. Het programma heeft hiermee hetzelfde format als het programma Tussen Kunst & Kitsch van AVROTROS en De Utrechtse Schatkamer van RTV Utrecht.

## Locaties
Schatgraven wordt gepresenteerd door Peter van den Hout en wordt op verschillende historische locaties in Gelderland opgenomen, zoals Paleis het Loo, Kasteel Doorwerth, Slot Doddendael, Huis Rhederoord en Kasteel De Cannenburch. In 2013 kwamen er ruim 650 bezoekers op de taxatiedag in Kasteel Doorwerth, waardoor lange rĳen ontstonden.
In 2016 werd de 500ste aflevering van het programma uitgezonden. De aflevering werd opgenomen in Paleis het Loo.

## Ontdekkingen
- In 2017 werd een opmerkelijke vondst gedaan: een met kogels doorzeefde bronzen plaat van Adolf Hitler.[4][5][6] Na de vondst werd de plaat een dag lang tentoongesteld in het Vrijheidsmuseum.[7]
- In zowel 2012 als 2019 werd een vroeg werk van Piet Mondriaan gevonden.[8][9][10] Het schilderĳ dat in 2012 werd ontdekt stamde uit 1896 en is genaamd Klein Jantje.[11] Tijdens de officiële opening van Villa Mondriaan werd het schilderij onthuld door prinses Beatrix.[12]
- In 2017 doken zeer zeldzame litho's van de Arnhemse kunstenaar Hendrik Valk op. Op de litho's is de schade aan Arnhem na afloop van de Tweede Wereldoorlog te zien.[13]
- In 2019 werd een zeer zeldzame koffer van Louis Vuitton aangetroffen.[14]

## Trivia
- Antiekexpert Fred Wiersema is al meer dan 20 jaar in het programma te zien, waardoor hij de langstzittende expert is.[15]